# Aranno
Aranno är en ort och kommun  i distriktet Lugano i kantonen Ticino, Schweiz. Kommunen har 350 invånare (2023).